# David Grann
David Elliot Grann (Nueva York, 10 de marzo de 1967), conocido como David Grann, es un escritor y periodista estadounidense, conocido por los libros Z, la ciudad perdida y Los asesinos de la luna.

## Primeros años
Grann nació el 18 de marzo de 1967, hijo de Phyllis E. Grann y Victor Grann. Su madre fue directora ejecutiva de Putnam Penguin y la primera mujer directora ejecutiva de una importante editorial. Su padre es oncólogo y director del Bennett Cancer Center en Stamford, Connecticut. Grann tiene dos hermanos, Edward y Alison.[cita requerida] Tiene tres octavos de ascendencia judía (una cuarta parte por parte de madre y la mitad por parte de padre).

## Carrera
Se graduó en el Connecticut College en 1989 con una licenciatura en Gobierno. Mientras aún estaba en la universidad, recibió una beca Thomas J. Watson y realizó investigaciones en México, donde comenzó su carrera como periodista independiente.
En 1993 recibió una maestría en relaciones internacionales de la Escuela de Derecho y Diplomacia Fletcher de la Universidad Tufts. En ese momento, interesado principalmente en la ficción, Grann esperaba desarrollar una carrera como novelista.
En 1994 fue contratado como revisor en The Hill, un periódico con sede en Washington D. C., que cubría el Congreso de los Estados Unidos. El mismo año, Grann obtuvo una maestría en escritura creativa en la Universidad de Boston, donde impartió cursos de escritura creativa y ficción. Fue nombrado editor ejecutivo de The Hill en 1995. En 1996, Grann pasó a ser editor senior en The New Republic. Se unió a The New Yorker en 2003 como redactor. Fue finalista del premio Michael Kelly en 2005.
Como redactor de The New Yorker ha investigado los más diversos temas y sus escritos han sido recogidos en varias antologías. También ha colaborado en otros periódicos norteamericanos, como The Washington Post, The New York Times Magazine, The Wall Street Journal, The Atlantic y The New Republic.[cita requerida]
En el 2009, recibió el Premio George Polk y el Premio Sigma Delta Chi por su artículo del The New Yorker "Trial By Fire", sobre Cameron Todd Willingham. Otro artículo de investigación del The New Yorker, "The Mark of a Masterpiece", planteó dudas sobre los métodos de Peter Paul Biro, quien afirmaba utilizar huellas dactilares para ayudar a autenticar obras maestras perdidas. Biro demandó a Grann y The New Yorker por difamación, pero el caso fue desestimado sumariamente. El artículo fue finalista del National Magazine Award 2010.
En 2009 Grann publicó el libro de no ficción Z, la ciudad perdida, que relata la odisea del explorador británico Percy Fawcett, quien en 1925 desapareció con su hijo en la Amazonia mientras buscaba la Ciudad perdida de Z. Durante décadas, exploradores y científicos han tratado de encontrar pruebas tanto de su expedición como de la Ciudad perdida de Z. Grann también hizo un viaje a la Amazonia. En su libro revela nuevas evidencias sobre cómo murió Fawcett y muestra que «Z» pudo haber existido.
En marzo de 2010 publicó The Devil and Sherlock Holmes: Tales of Murder, Madness, and Obsession, una antología de doce artículos de Grann aparecidos antes en la prensa. Uno de ellos inspiró la película de David Lowery The Old Man & the Gun, con Robert Redford en el papel protagónico.
En marzo del 2014, Grann dijo que estaba trabajando en un nuevo libro sobre la serie de asesinatos de indios osage que tuvo lugar a principios de la década de 1920, considerada «uno de los crímenes más siniestros de la historia de Estados Unidos» y en cuya investigación intervino el antecesor de la FBI. Grann averiguó que el número de víctimas fue muy superior a la cifra oficial de veinticuatro dada en la época y que se extendió durante un período mucho más largo al considerado entonces —de 1921 a 1925—. La inmensa mayoría de los asesinatos no han sido resueltos. El libro Los asesinos de la luna de las flores: Los crímenes en la nación Osage y el nacimiento del FBI, se publicó en el 2017 y narra «una historia de asesinato, traición, heroísmo y la lucha de una nación por dejar atrás su cultura del viejo Oeste y entrar en el mundo moderno». Fue finalista del Premio Nacional del Libro 2017 y más adelante llegó a ser número 1 en The New York Times Best Seller list. Fue ganador del premio Edgar 2018 al Mejor crimen real. La película de 2023 Los asesinos de la luna se basa en este libro.
En abril de 2023 publicó el libro The Wager: A Tale of Shipwreck, Mutiny and Murder, que fue número 1 en The New York Times Best Seller list y permaneció en ella durante 26 semanas. Un crítico dijo sobre el libro en The Guardian: «The Wagner es uno de los mejores libros de no ficción que he leído. Sólo puedo ofrecer el mayor elogio que un escritor puede dar: una envidia infinita, tan profunda y salada como el mar».

## Vida personal
Grann tiene dos hijos. Desde 2017 reside en Nueva York.

## Obras

### Narrativa de no ficción
- 2009: Z, la ciudad perdida (The Lost City of Z: A Tale of Deadly Obsession in the Amazon). Antecedente: el artículo de 2005 "The Lost City of Z: A quest to uncover the secrets of the Amazon".
- 2017: Los asesinos de la luna. Petróleo, dinero, homicidio y la creación del FBI (Killers of the Flower Moon: The Osage Murders and the Birth of the FBI). Antecedente: el artículo de 2017 "The Marked Woman: How an Osage Indian family became the prime target of one of the most sinister crimes in American history".
- 2018: The White Darkness. Antecedente: el artículo de 2018  "The White Darkness".
- 2023: Los náufragos del Wager. Historia de un naufragio, un motín y un asesinato (The Wager: A Tale of Shipwreck, Mutiny and Murder). Antecedente: el artículo de 2023 "A Tale of Shipwreck, Mutiny, and Murder: An excerpt from “The Wager,” which reconstructs an eighteenth-century British naval expedition whose catastrophic end inspired numerous conflicting accounts—and influenced the work of Charles Darwin and Herman Melville".
- 2025: El comandante yanqui. Editorial Big Sur. La historia del estadounidense William Alexander Morgan, que llegó a comandante de la revolución cubana y fue fusilado en 1961 acusado de contrarrevolucionario.[25]

### Colecciones de artículos
- 2010: The Devil and Sherlock Holmes: Tales of Murder, Madness, and Obsession
  - "Mysterious Circumstances: The strange death of a Sherlock Holmes fanatic" (2004)[26]
  - "Trial by Fire: Did Texas execute an innocent man?" (2009)[27]
  - "The Chameleon: The many lives of Frédéric Bourdin" (2008)[28]
  - "True Crime: A postmodern murder mystery" (2008)[29]
  - "Which Way Did He Run?" (2002)[30]
  - "The Squid Hunter: Can Steve O'Shea capture the sea's most elusive creature" (2004)[31]
  - "City of Water: Can an intricate and antiquated maze of tunnels continue to sustain New York?" (2003)[32]
  - "The Old Man and the Gun: Forrest Tucker had a long career robbing banks, and he wasn't willing to retire" (2003)[33]
  - "Stealing Time: What makes Rickey Henderson run?" (2005)[34]
  - "The Brand: How the Aryan Brotherhood became the most murderous prison gang in America" (2004)[35]
  - "Crimetown USA: The city that fell in love with the mob" (2000)[36]
  - "Giving "The Devil" His Due" (2001)[37]
- 2018: El viejo y la pistola y otros relatos de true crime (The Old Man and the Gun: And Other Tales of True Crime)
  - "El viejo y la pistola" ("The Old Man and the Gun: Forrest Tucker had a long career robbing banks, and he wasn't willing to retire", 2003)
  - "True Crime" (True Crime: A postmodern murder mystery", 2008)
  - "El camaleón" ("The Chameleon: The many lives of Frédéric Bourdin", 2008)

### Artículos
- "The New Newt: The (Former) Speaker's Public Image" (1996)[38]
- "Robespierre Of The Right" (1997)[39]
- "The Selling of the Scandal" (1998)[40]
- "The Permanent Insurrection: Bob Livingston's unruly inheritance" (1998)[41]
- "The Stasi and the Swan: The last spy story of the Cold War" (1999)[42]
- "The Hero Myth" (1999)[43]
- "Where W. Got Compassion" (1999)[44]
- "Entrenched Warfare" (2000)[45]
- "Ghosts: Can Lee Atwater’s legacy save George W.?" (2000)[46]
- "Race Against Himself" (2000)[47]
- "The Way We Live Now: 10-15-00: ShopTalk; The Disease You'd Love to Have" (2000)[48]
- "The Courtship" (2000)[49]
- "Stalking Dr. Steere" (2001)[50]
- "To Die For: Robert Blake, Bonny Lee Bakley, and the misery of celebrity" (2001)[51]
- "Scrapped: Manhattan Dispatch" (2001)[52]
- "Baseball Without Metaphor" (2002)[53]
- "THE LIVES THEY LIVED; A Man Out of Time" (2002)[54]
- "The Price of Power" (2003)[55]
- "Inside Dope: Mark Halperin and the transformation of the Washington establishment" (2004)[56]
- "The Lost City of Z: A quest to uncover the secrets of the Amazon" (2005)[57]
- "The Fall: John McCain's choices" (2008)[58]
- "David Grann: The Prosecution Defends Itself" (2009)[59]
- "David Grann: A Sudden Dismissal" (2009)[60]
- "David Grann: What Stacy Said" (2009)[61]
- "David Grann: Stacy Speaks" (2009)[62]
- "Finding the City of Z" (2010)[63]
- "Under the Jungle" (2010)[64]
- "Out of Jail, Back to Congress?" (2010)[65]
- "David Grann Takes the Bench" (2010)[66]
- "More on Cameron Todd Willingham and Elizabeth Gilbert" (2010)[67]
- "Bourdin’s Brood" (2010)[68]
- "The Mark of a Masterpiece: The man who keeps finding famous fingerprints on uncelebrated works of art" (2010)[69]
- "A Murder Foretold: Unravelling the ultimate political conspiracy" (2011)[70]
- "The Heartbreaking Stories That Filled My Notebook After 9/11: "We're still hoping."" (2011)[71]
- "After a Murder Foretold" (2011)[72]
- "The Yankee Comandante: A story of love, revolution, and betrayal" (2012)[73]
- "The Marked Woman: How an Osage Indian family became the prime target of one of the most sinister crimes in American history" (2017)[74]
- "The White Darkness: A solitary journey across Antarctica" (2018)[75]
- "Retracing the Antarctic Journey of Henry Worsley" (2018)[76]
- "A Tale of Shipwreck, Mutiny, and Murder: An excerpt from “The Wager,” which reconstructs an eighteenth-century British naval expedition whose catastrophic end inspired numerous conflicting accounts—and influenced the work of Charles Darwin and Herman Melville" (2023)[77]
- "The True Story Behind ‘Killers of the Flower Moon’ Is Being Erased From Oklahoma Classrooms" (2023)[78]

## Adaptaciones
- Dark Crimes (2016), película dirigida por Alexandros Avranas, basada en el artículo "True Crime: A postmodern murder mystery"
- La ciudad perdida de Z (2016), película dirigida por James Gray, basada en el libro Z, la ciudad perdida
- The Old Man & the Gun (2018), película dirigida por David Lowery, basada en el artículo "The Old Man and the Gun: Forrest Tucker had a long career robbing banks, and he wasn't willing to retire"
- Trial by Fire (2018), película dirigida por Edward Zwick, basada en el artículo "Trial by Fire: Did Texas execute an innocent man?"
- Los asesinos de la luna (2023), película dirigida por Martin Scorsese, basada en el libro Los asesinos de la luna de las flores: Los crímenes en la nación Osage y el nacimiento del FBI